# Léon Vautrin
Pour les articles homonymes, voir Vautrin.
Léon Vautrin né à Lalœuf en 1820 et mort à Frouard en 1884 est un architecte français.
Surnommé « l'architecte aux cent vingt églises », il exerça son art principalement en Lorraine d'abord par des édifices civils puis, dans la seconde moitié du XIXe siècle, surtout par la construction d'églises, jusqu'en Chine via l'édification de la cathédrale de Canton.
Il œuvre essentiellement dans les styles néo-roman et néogothique, remis au goût du jour par Viollet-le-Duc.

## Biographie

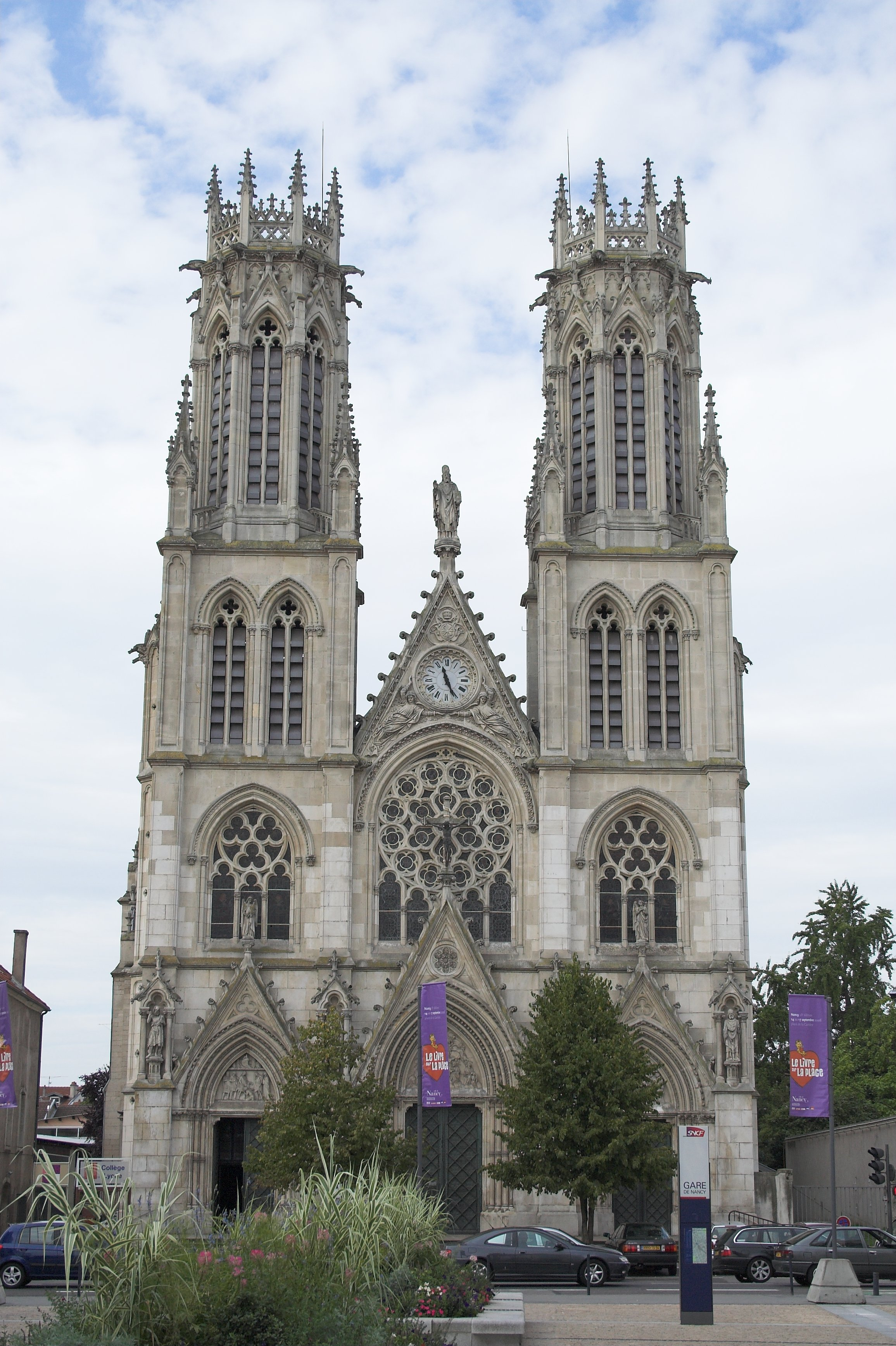
Église Saint-Léon (1877), Nancy.

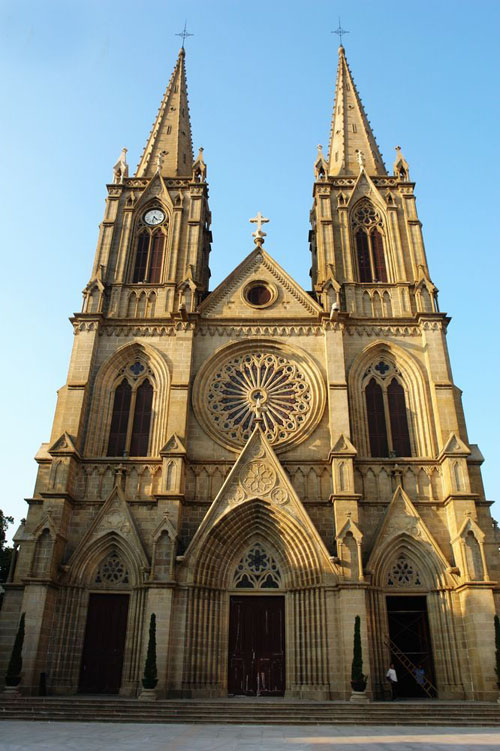
Cathédrale du Sacré-Cœur de Canton (1888).

Diplômé de l'École des beaux-arts de Nancy et de l'École nationale supérieure des beaux-arts de Paris, Léon Vautrin se forme au sein du cabinet d'architecture de Charles Vivenot (1811-1873), lui-même fervent adepte de l'architecture gothique. Il devient architecte en 1851 et se met à son compte en 1853.
Relativement méconnu, il se consacre presque exclusivement à la reconstruction des églises de la Lorraine, mouvement en vogue dans la seconde moitié du XIXe siècle. Il fut également architecte du diocèse de Nancy.
Dès lors, il réalise de nombreuses églises communales et chapelles de congrégations religieuses, aussi bien dans un style néo-roman que néo-gothique.
Il meurt accidentellement à Frouard le 11 novembre 1884.

## Réalisations
Léon Vautrin fait édifier de nombreuses églises dans les arrondissements de Château-Salins, Lunéville, Nancy (église Saint-Léon), Neufchâteau, Mirecourt et Toul (église de Remenauville).
On lui doit également l'ancienne gendarmerie (à l'arrière de l'église des Cordeliers de Nancy) en 1872, remarquable pour son style néoclassique.
Le monument le plus célèbre de l'architecte reste la cathédrale du Sacré-Cœur de Canton en Chine, construite de 1863 à 1888.